# Gilles Lefebvre
Pour les articles homonymes, voir Lefèvre (patronyme).
Gilles Lefebvre, né le 30 juin 1922 à Montréal et  mort le 27 mai 2001 à Montréal, est un violoniste québécois, fondateur des Jeunesses musicales du Canada (1949) et du Centre d'arts Orford (1951), puis organisateur, administrateur.

## Biographie
Gilles Lefebvre entreprend l'étude du violon à l'École supérieure de musique d'Outremont (aujourd'hui dite l'École de musique Vincent-d'Indy) durant ses études classiques au Collège Sainte-Marie de Montréal, avant de poursuivre à l'Université d'Ottawa (1939-42), où il forme un quatuor à cordes et un ensemble instrumental. De 1942 et 1945, il fait partie de l'Aviation royale canadienne (ARC) à titre de musicien et donne pour les Forces armées quelques concerts. En 1945 à Montréal, il crée la sonate pour violon et piano d'André Mathieu, avec le compositeur au piano, et il étudie aussi auprès du violoniste Arthur Le Blanc cette année-là.
Il se rend en France en 1946, où il étudie à l'École normale de musique de Paris (1946-1947) avec Jacques Gentil (violon et musique de chambre) et Georges Dandelot (harmonie et analyse), et suit des cours privés (1948-1950), notamment avec Norbert Dufourcq et Georges Enesco.
En 1948-1949, une tournée d'une cinquantaine de récitals au Canada, avec Colombe Pelletier au piano, lui démontre l'intérêt des jeunes pour la musique mais  la carence de concerts dans les centres éloignés, ce qui le pousse à fonder l'Hélicon (1949), une association qui devient le noyau des Jeunesses musicales du Canada (JMC),, qu'il dirige jusqu'en 1972, ainsi que le Camp musical JMC, qu'il fonde en 1951 à Orford et pour lequel il obtient une salle de concert (de 400 000 $ du temps), en 1960, qui sera plus tard hivérisée.
Il est directeur du Festival Mondial pour l'Expo 67 à Montréal et, la même année, au parc national du Mont-Orford, il fonde pour les JMC le célèbre Centre d'arts Orford, qui procure des installations permanentes toutes saisons au Camp musical JMC. 
Il est président  de la Conférence canadienne des arts (1970-1972). Il est ensuite directeur du Centre culturel canadien à Paris (1972-1978). 
Dans son dernier mandat, il est président du Conseil des Arts de la communauté urbaine de Montréal (1991-2001).

## Honneurs
- 1963 - Prix Calixa-Lavallée
- 1967 - Officier de l'ordre du Canada[3]
- 1982 - Médaille du Conseil canadien de la musique
- 1985 - Chevalier de l'Ordre national du Québec[4]
- 1999 - Prix Opus